# Hermann Kretzschmann

Hermann Kretzschmann

Hermann Kretzschmann (* 15. Oktober 1886 in Landsberg an der Warthe; † 31. Dezember 1964 in Braunfels) war ein nationalsozialistischer deutscher Politiker und in leitender Position für den Reichsarbeitsdienst tätig.

## Leben
Nach dem Besuch der Bürgerschule in Landsberg, der Volksschule in Charlottenburg und der Volkshochschule sowie der Sonderschule arbeitete Kretzschmann als Eisen- und Werkzeughändler in der Berliner Textilindustrie.
Während des Ersten Weltkrieges diente er 1914 bis 1917 als Sanitätshundeführer an der Westfront und 1918 bei den Fliegertruppen. Er erhielt das Eiserne Kreuz II. Klasse, das Friedrich-August-Kreuz II. Klasse, das Karpatenkorps-Abzeichen und die Ungarische Weltkriegs-Erinnerungsmedaille.
Kretzschmann leitete unter anderem mit Arno Chwatal die am 9. Juni 1920 gegründete Berliner Ortsgruppe der Deutschsozialistischen Partei, die sich in Anspielung auf ihre politische Nähe zu Julius Streicher „Nationalsozialisten (Streicher-Gruppe)“ nannte.
Am 19. November 1922 beteiligte sich Kretzschmann, der kurz zuvor der Münchner NSDAP beigetreten war, im Restaurant „Reichskanzler“ in der Yorckstraße an der durch Gerhard Roßbach, Albert Leo Schlageter und Heinz Oskar Hauenstein vorangetriebenen Gründung der Großdeutschen Arbeiterpartei (GDAP, sollte eine norddeutsche NSDAP werden, was aber nominell durch ein NSDAP-Verbot in Preußen kurz zuvor hintertrieben wurde), die er zusammen mit Chwatal und Karl Fahrenhorst leitete, bis die GDAP am 10. Januar 1923 verboten wurde.
Im Keller der Eisenwarenhandlung von Kretzschmann in Berlin-Rummelsburg richteten GDAP-Mitglieder einen Pistolenschießstand ein. In der Nacht vom 22. auf den 23. September 1923 führte eine von Kretzschmann geleitete Gruppe die Weihe der „ersten Fahne der NSDAP für Berlin Brandenburg“ in einem Stollen des Kalkbergwerkes von Rüdersdorf bei Berlin durch.
Nach der Wiederzulassung der NSDAP trat Kretzschmann ihr zum 26. Mai 1925 erneut bei (Mitgliedsnummer 5.848). Seit 1929 war Kretzschmann Kreistagsabgeordneter und seit 1934 Kreisdeputierter im Landkreis Niederbarnim.
1931 trat der in den 1920ern schon bei den Artamanen tätig gewesene Kretzschmann in den Freiwilligen Arbeitsdienst ein und wurde Ende des Jahres unter anderem zusammen mit Wilhelm Decker und Martin Eisenbeck vom Fememörder Paul Schulz in einem Schulungslager in der Bauernhochschule in Tzschetzschnow bei Frankfurt an der Oder ausgebildet. 1932 war er in leitender Funktion im von Schulz gegründeten und von Cordt von Brandis geleiteten Lager in Hammerstein. 1933 wurde er in die Reichsleitung des Reichsarbeitsdienstes (RAD) berufen. Kretzschmann wurde 1934 in Nachfolge von Otto Lancelle zum Leiter der Reichsschule des deutschen Arbeitsdienstes in Potsdam-Wildpark befördert und blieb bis 1941 auf diesem Posten. Kretzschmann verfasste zudem mehrere Bücher, die als Lektüre in der RAD-Ausbildung eingesetzt wurden.
Nachdem er bei der Reichstagswahl am 29. März 1936 erfolglos kandidiert hatte, rückte er am 22. Juni 1936 für den verstorbenen Karl Litzmann in den nationalsozialistischen Reichstag nach.
Im Zweiten Weltkrieg war Kretzschmann ab September 1941 Arbeitsgauführer in Thüringen. Kretzschmann war direkt dem Generalbevollmächtigten für den Arbeitseinsatz Fritz Sauckel unterstellt, dessen Beauftragter er Ende 1943 in der Italienischen Sozialrepublik wurde. Dort versuchte er, eine der Deutschen Arbeitsfront ähnliche Institution aufzubauen, was aber – unter anderem durch Widerstand seitens Angelo Tarchis – misslang.
Nach Kriegsende wurden Kretzschmanns Bücher „Du für mich und ich für dich!“ (1934), „Freizeitgestaltung im Deutschen Arbeitsdienst“ (1934), „Der Weg zum Arbeitsdienst“ (1934), „Feierabendgestaltung im NS.-Arbeitsdienst“ (1935), „Der Reichsarbeitsdienst in Wort und Bild“ (1936) und „Bausteine zum Dritten Reich“ (1937) in der Sowjetischen Besatzungszone auf die Liste der auszusondernden Literatur gesetzt. Außerdem verfasste Kretzschmann den Text zu einem RAD-Lied von Herms Niel Wenn wir so marschieren!